# Isola Espíritu Santo
Espíritu Santo è un'isola del Messico localizzata nel golfo di California di fronte alle coste dello stato federale della Bassa California del sud.

## Geografia
È collegata con l'Isola Partida da uno stretto e poco profondo istmo. Fa parte della municipalità di La Paz dalla quale non è lontana dalla città capoluogo, La Paz, nonché capitale dello stato federale messicano della Bassa California del sud, distando pochi minuti di navigazione.
Si tratta della dodicesima isola del Messico per estensione e differisce dall'orografia delle altre isole dell'arcipelago della Bassa California del sud. L'area è protetta dall'UNESCO per la sua particolare biosfera infatti è un importante luogo eco-turistico sebbene l'isola sia disabitata.

## Voci correlate

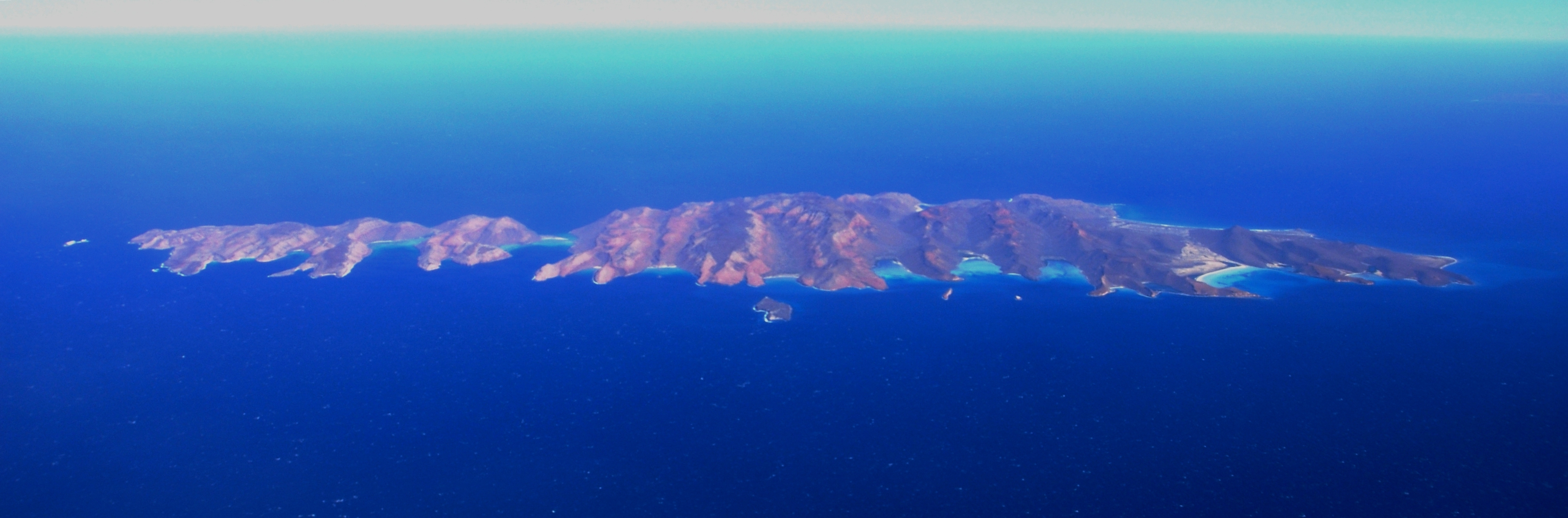
Le isole di Espíritu Santo (destra) e Partida (sinistra). Si può notare di fronte all'isola maggiore il grosso scoglio di Ballena